# حيرام باشا
حيرام باشا المعروف باسم حيرام بن إسكندر باشا زاده، (توفي في 28 أغسطس 1526)، كان رجل دولة عثماني شغل منصب بيلربي (الحاكم العام) لإيالة دمشق في 1523-1524 وبعد ذلك بيلربي إيالة فرمان. وقُتل وهو في منصبه خلال معركة لطرد رجال القبائل المتمردين في المحافظة. صهره الصدر الأعظم إبراهيم باشا، أقام له قبرًا ( مجمع ضريح الرومي في قونية).

## حياة
كان حيرام واحدًا من اثنين على الأقل من أبناء رجل الدولة العثماني المخضرم والقائد إسكندر باشا، والآخر هو مصطفى باشا. كان صهر الوزير الأعظم للسلطان سليمان إبراهيم باشا، الذي كان في السابق عبدًا لعائلة إسكندر باشا وتزوج من أخت حيرام محسن خاتون.
عين حيرام في بيلربي (الحاكم العام) لإيالة دمشق في 1523. قاد حملة عقابية ضد الدروز من الشوف منطقة فرعية في جبل لبنان بقيادة عائلة معن في 27 أكتوبر 1523. انتهت الحملة بحرقه لثلاث وأربعين قرية وقتل ما لا يقل عن أربعمائة درزي. أطلق رحلة استكشافية ثانية في عام 1524 عندما سوباشيس (المشرفون) قتلوا على يد الدروز. في الحملة الثانية، احرقت ثلاثين قرية، وقتل ما لا يقل عن ثلاثمائة درزي وأسر ثلاثمائة امرأة وطفل درزي. تم احتفل بحملاته علماء وشعراء مسلمؤن سنة دمشق.
عين حيرام لاحقًا بيلربي من إيالة كارامان ومقرها قيصرية في الأناضول. قُتل في سهل قيصري في 28 أغسطس 1526 أثناء محاولته قمع القبائل التركمانية المتمردة، التي شنت ثورة في الأناضول في ذلك العام. وبالتالي هربت قوات حيرام واستولى المتمردون على خيول معسكر حيرام وأسلحته وكنزه. في طريقهم للانضمام إلى متمردي القزلباس في أذربيجان، تم هزيمتهم وذبحهم في ديار بكر على يد القوات العثمانية بقيادة خسرو باشا، بيلربي إيالة حلب.

## الموت والقبر
دفن حيرام في قونية. وأقام له إبراهيم باشا ضريحاً في مجمع ضريح الرومي المعروف بمتحف مولانا. يقع القبر المقبب ذو المخطط المثمن على الطراز العثماني الكلاسيكي في الجانب الشرقي من المطبخ. يوجد داخل القبر شاهد قبر رخامي لحيرام، إلى جانب شاهد قبر حاجي باي الرخامي، وهو رجل دولة عثماني خدم في عهد سليمان.